# Saison 2012 des Marlins de Miami
La saison 2012 des Marlins de Miami est la 20e saison en Ligue majeure de baseball pour cette franchise. Elle marque l'inauguration du Marlins Park.
Après avoir dépensé beaucoup d'argent sur le marché des agents libres avant la saison 2012, les Marlins déçoivent avec une troisième saison perdante de suite. Gagnants de 69 parties, ils encaissent 93 défaites et terminent au cinquième et dernier rang de la division Est de la Ligue nationale. En cours d'année, ils échangent Hanley Ramirez et Aníbal Sánchez. La saison terminée, ils congédient Ozzie Guillén après une seule année à la barre du club.

## Contexte
Malgré un bon départ qui leur permet de se maintenir en 2e place de leur division derrière les Phillies de Philadelphie jusqu'au 6 juin 2011 et même d'occuper brièvement le premier rang au début mai, les Marlins terminent en 5e et dernière place de la section Est de la Ligue nationale avec 72 victoires et 90 défaites. C'est une deuxième saison perdante de suite et ils ratent les séries éliminatoires pour un 8e automne consécutif.
L'année 2012 est une année de grandes premières pour la première franchise floridienne des Ligues majeures : l'équipe est rebaptisée Marlins de Miami (Miami Marlins), renonçant à l'ancien nom sous laquelle elle était connue (Florida Marlins) depuis son entrée dans la ligue en 1993. Lorsque le nouveau nom devient officiel le 11 novembre 2011, on en profite pour dévoiler les nouveaux uniformes, les nouvelles couleurs et le nouveau logo du club. De plus, après s'être classé au cours des 13 ans précédents parmi les 3 équipes de la Ligue nationale ayant attiré le moins de spectateurs par saison, les Marlins inaugurent en 2012 leur nouveau stade, le Marlins Park. Ils le feront en envoyant sur le terrain plusieurs nouveaux joueurs, dirigés par un nouveau manager, Ozzie Guillén.

## Intersaison
Premier signe du renouveau en vue pour 2012 à Miami, les Marlins annoncent le 28 septembre 2011, à quelques heures de la fin de leur 19e saison, l'embauche pour 4 ans d'un nouveau manager, Ozzie Guillén, homme au caractère bouillant ayant dirigé pendant 8 ans les White Sox de Chicago et les ayant mené à la conquête de la Série mondiale 2005. Il succède à l'ouverture de la saison 2012 à Jack McKeon.

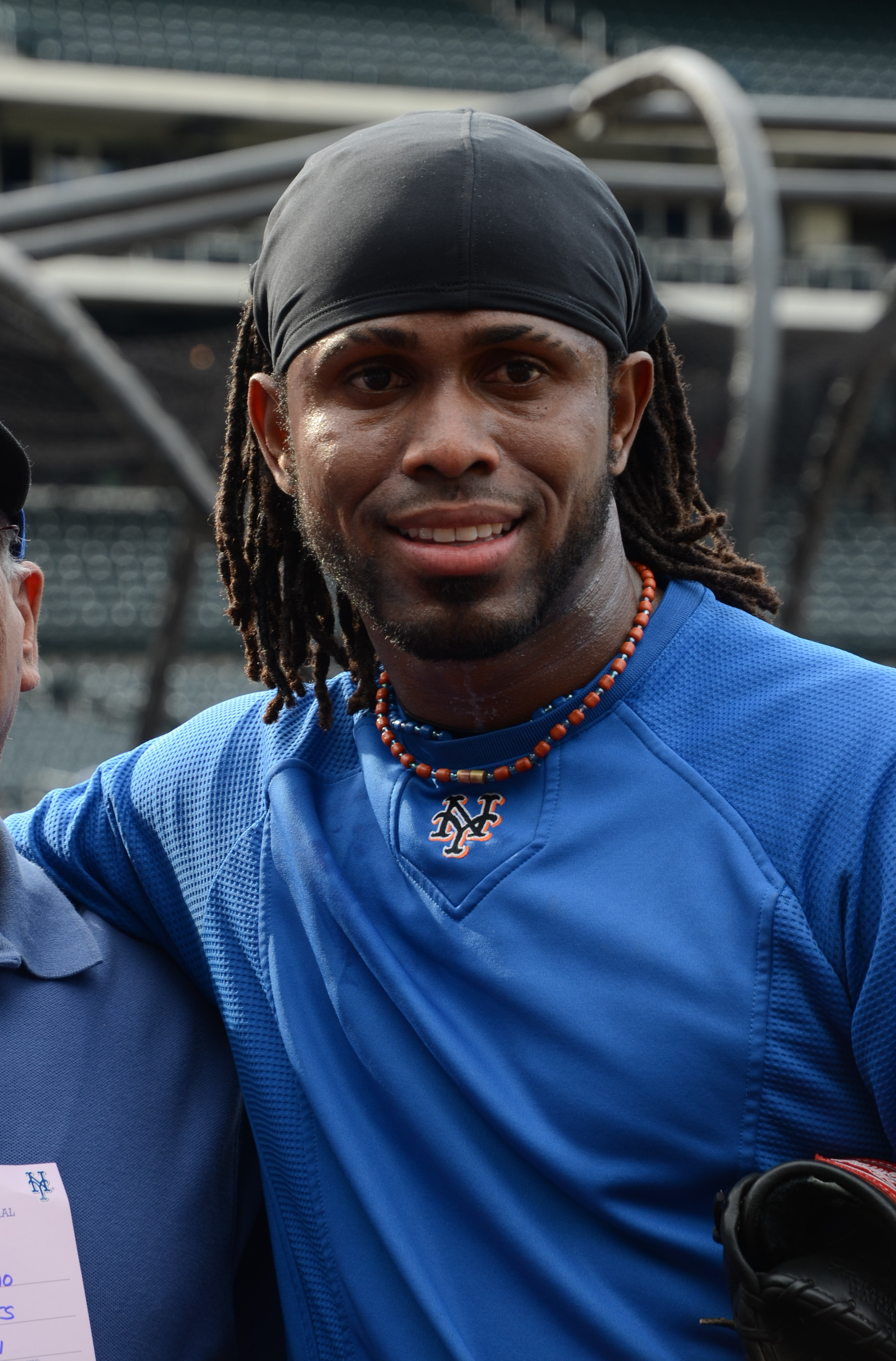
José Reyes.

Longtemps réputés pour la gestion serrée de leur budget, les Marlins du propriétaire Jeffrey Loria se lancent dès l'ouverture de la saison des agents libres dans une cascade de dépenses jamais vue pour cette franchise. Début décembre, les médias rapportent que l'équipe en est venue à une entente avec le joueur d'arrêt-court José Reyes, le champion frappeur de la saison 2011 avec les Mets de New York. Cependant, c'est le stoppeur Heath Bell qui est le premier à officiellement joindre les Marlins lorsque le club confirme le 5 décembre l'embauche pour 27 millions de dollars sur 3 saisons de celui qui gagné deux fois le titre de releveur de l'année avec les Padres de San Diego. Deux jours plus tard, l'arrivée de Reyes est confirmée : il recevra 106 millions sur 6 ans. Son arrivée signifie toutefois que l'arrêt-court étoile des Marlins, Hanley Ramírez, devra céder son poste et devenir joueur de troisième but, une perspective qui, croit-on, déplaît au principal intéressé. Enfin, la valse des millions se termine le 9 décembre quand le lanceur de confiance d'Ozzie Guillén à Chicago, Mark Buehrle, rejoint son ancien gérant chez les Marlins, acceptant un contrat de 58 millions pour 4 saisons.
De plus, l'équipe poursuit agressivement le joueur autonome le plus convoité du baseball, Albert Pujols. Alors que le USA Today avance que le joueur étoile a refusé une offre de 275 millions de dollars pour 10 ans avec les Marlins pour plutôt accepter moins d'argent des Angels, le président des Marlins, David Samson, admet avoir offert sans succès plus de 200 millions à Pujols.
Le 22 novembre, le lanceur gaucher Wade LeBlanc est acquis des Padres de San Diego en retour du receveur John Baker.
Le lanceur droitier Chad Gaudin rejoint les Marlins via un contrat des ligues mineures le 4 janvier 2012. Toujours début janvier, Miami fait l'acquisition du colérique lanceur partant Carlos Zambrano, dont la carrière mouvementée chez les Cubs de Chicago s'est terminée en août par une suspension.
Les Marlins n'auront cependant qu'à payer 2,5 millions de dollars à Zambrano en 2012, les Cubs s'engageant à s'acquitter du reste de la somme (18 millions en tout) promise au lanceur devenu indésirable.
Le 25 janvier, le voltigeur Austin Kearns signe un contrat des ligues mineures avec les Marlins.
Le voltigeur Aaron Rowand signe un contrat des ligues mineures le 12 décembre avec Miami mais est libéré le 29 mars après de mauvaises performances en matchs pré-saison.
Le joueur de troisième but Greg Dobbs, qui a disputé en 2011 sa première saison avec Miami, reçoit en janvier 2012 un nouveau contrat de trois millions de dollars pour deux saisons.
Le lanceur droitier Clay Hensley quitte les Marlins après deux saisons et rejoint les Giants de San Francisco. Le joueur de champ intérieur José López, qui avait terminé 2011 chez les Marlins, ne revient pas non plus.

## Calendrier pré-saison
L'entraînement de printemps des Marlins s'ouvre en février et le calendrier de matchs préparatoires précédant la saison s'étend du 5 mars au 2 avril 2012. Le 6 mars, les Marlins jouent le premier match au nouveau Marlins Park de Miami face aux Hurricanes de l'Université de Miami. Les deux dernières parties pré-saison, disputées les 1er et 2 avril aux Yankees de New York, ont aussi lieu au Marlins Park plutôt qu'à leur site d'entraînement, quelques jours avant l'ouverture officielle avec un premier match de saison régulière.

## Saison régulière

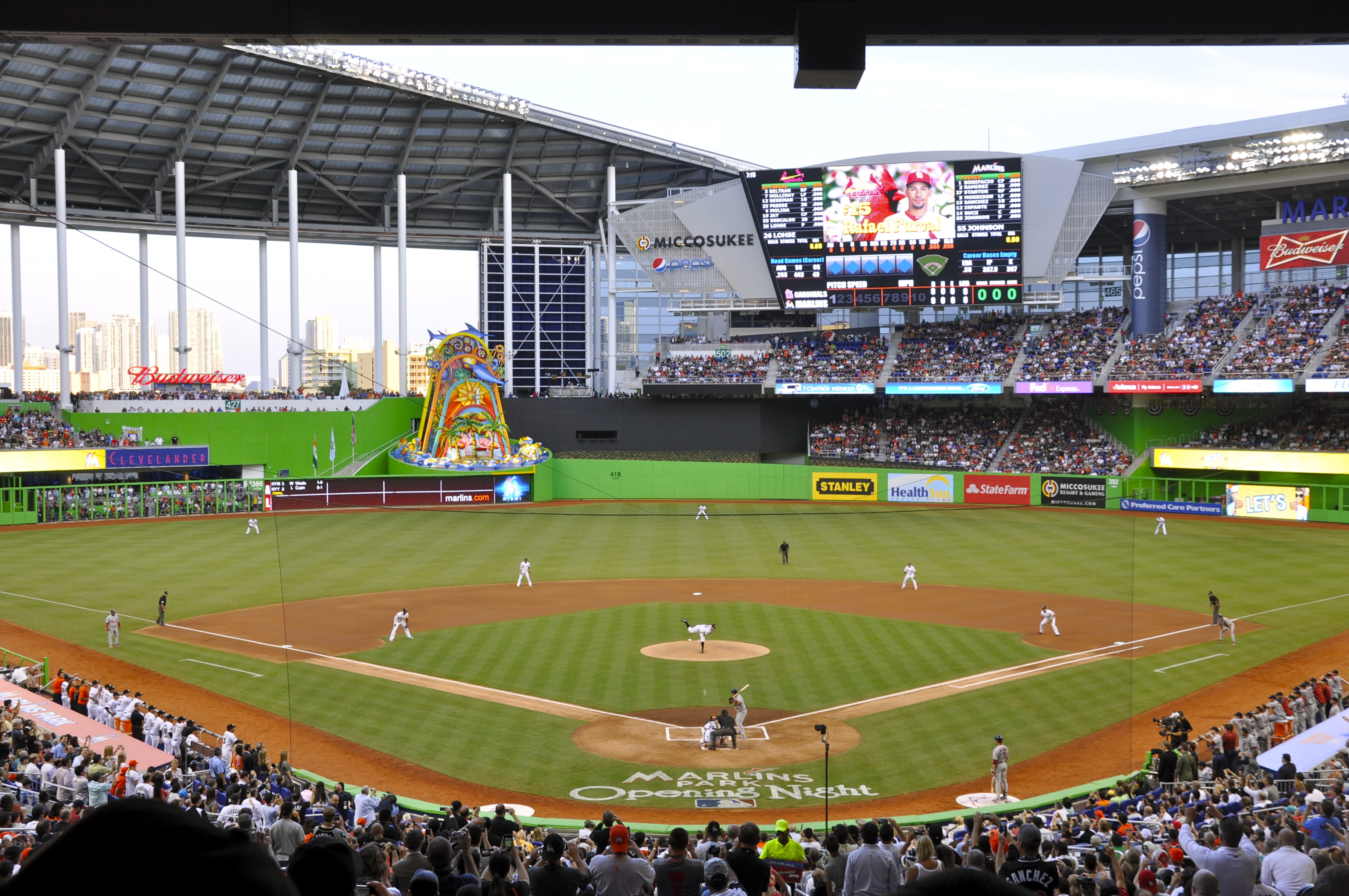
Un match au Marlins Park le 4 avril 2012.

La saison régulière des Marlins se déroule du 4 avril au 3 octobre 2012 et prévoit 162 parties. Elle débute par un match d'ouverture à Miami contre les champions de la Série mondiale 2011, les Cardinals de Saint-Louis.

### Avril
- 4 avril : Inauguration du Marlins Park de Miami. Les Marlins s'inclinent 4-1 devant Saint-Louis.
- 7 avril : Les Marlins remportent sur Cincinnati leur première victoire de la saison, et leur première victoire dans leur nouveau stade.
- 10 avril : Après n'avoir dirigé que 5 matchs du club, le gérant Ozzie Guillén est suspendu pour 5 parties par les Marlins pour avoir enragé de nombreux expatriés cubains du sud de la Floride en tenant des propos sympathiques à Fidel Castro dans une interview au magazine Time[25].

### Juillet
- 23 juillet : Les Marlins échangent le lanceur Aníbal Sánchez et le joueur de deuxième but Omar Infante aux Tigers de Détroit en retour du lanceur droitier Jacob Turner, du lanceur gaucher Brian Flynn et du receveur Rob Brantly[26].
- 25 juillet : L'arrêt-court Hanley Ramírez et le releveur Randy Choate sont transférés des Marlins aux Dodgers de Los Angeles en retour des lanceurs Nathan Eovaldi et Scott McGough[27].

### Octobre
- 2 octobre : À 31 ans et à la suite d'une campagne pour lui obtenir une seconde chance lui ayant valu un contrat d'un jour avec les Marlins, Adam Greenberg obtient sa première présence officielle au bâton dans le baseball majeur, plus de 7 ans après avoir été atteint par un lancer à la tête à son seul match et souffert d'une commotion cérébrale[28]. Il est retiré sur des prises par R. A. Dickey des Mets de New York.

### Classement
| Ligue nationale (Division Est) | V  | D  | %    | Diff. |
| ------------------------------ | -- | -- | ---- | ----- |
| Nationals de Washington        | 98 | 64 | ,605 | -     |
| Braves d'Atlanta               | 94 | 68 | ,580 | 4     |
| Phillies de Philadelphie       | 81 | 81 | ,500 | 17    |
| Mets de New York               | 74 | 88 | ,457 | 24    |
| Marlins de Miami               | 69 | 93 | ,426 | 29    |

## Affiliations en ligues mineures
| Niveau            | Équipe                  | Ligue                   |
| ----------------- | ----------------------- | ----------------------- |
| AAA               | New Orleans Zephyrs     | Pacific Coast League    |
| AA                | Jacksonville Suns       | Southern League         |
| A-Advanced        | Jupiter Hammerheads     | Florida State League    |
| A                 | Greensboro Grasshoppers | South Atlantic League   |
| A (saison courte) | Jamestown Jammers       | New York - Penn League  |
| Ligue des recrues | GCL Marlins             | Gulf Coast League       |
| Ligue des recrues | DSL Marlins             | Dominican Summer League |